# San Fruttuoso (Genua)

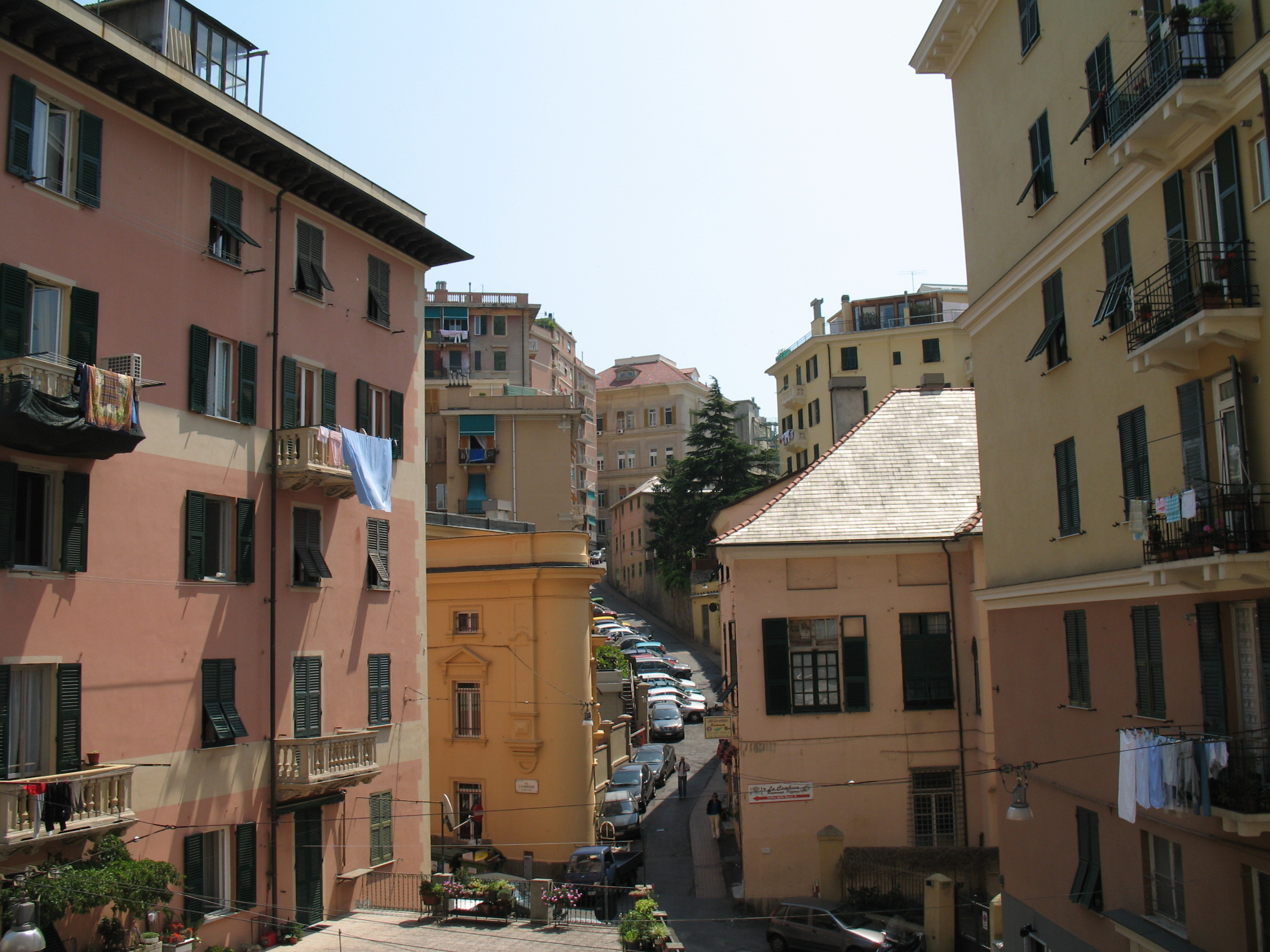
Die Salita della Noce im Herzen von San Fruttuoso

San Fruttuoso (im Ligurischen: San Frûttoso) ist ein Stadtteil der norditalienischen Hafenstadt Genua. Es liegt im unteren Val Bisagno, zwischen den Vierteln Marassi im Norden, San Martino im Osten, sowie Foce und Albaro im Süden. Ein kurzer Abschnitt von San Fruttuoso grenzt auch an das genuesische Wohnviertel Castelletto.
Zusammen mit Marassi und Quezzi gehört San Fruttuoso zu dem Munizip III Bassa Valbisagno. Zu dem Stadtteil gehört neben dem eigentlichen San Fruttuoso auch das Viertel Sant’Agata. Die Einwohnerzahl beträgt insgesamt 36.347, davon 26.794 in San Fruttuoso und 9553 in Sant’Agata.
Unter dem Namen San Fruttuoso d’Albaro war der Stadtteil bis 1873 unabhängig von Genua. Zusammen mit weiteren fünf Gemeinden des unteren Val Bisagno wurde er schließlich in die Hafenstadt eingegliedert. Nach der Eingemeindung entwickelte sich die kleine, ländliche Gemeinde, vor den Stadttoren Genuas, in den 1990er Jahren zu einem halbzentralen Wohnviertel.
Der Name des Viertels stammt von einer Kirche und dem zugehörigen Kloster aus dem Jahr 1130. Beide Strukturen bestehen heute nicht mehr. Zuvor war der Bezirk unter dem Namen Terralba bekannt. Oberhalb des Stadtteils liegt die Wallfahrtskirche Madonna del Monte.